# Борбоев, Леонтий Абзаевич
Лео́нтий Абза́евич Борбо́ев (10 июня 1935, с. Корсаково, Кабанский район, Бурят-Монгольская АССР, РСФСР — 28 февраля 2017,  с. Ранжурово, Кабанский район, Бурятия, Российская Федерация) — российский бурятский религиозный деятель, Верховный шаман Бурятии (1983—2014).

## Биография
Родился в семье потомственных байкальских рыбаков.
Учился в Корсаковской школе, затем — в Твороговской школе. Работал в рыболовецкой бригаде колхоза имени Карла Маркса села Ранжурово. 
В 1953 год устроился слесарем-клепальщиком на Улан-Удэнский авиазавод. В мае 1954 года переехал в Якутию, где работал в порту Тикси. 
В 1955 году призван в ряды Советской Армии. Вернувшись на родину через два года работал в родном колхозе рыбаком, электриком и киномехаником. 
В 1983 году на острове Ольхон шаманы Бурятии, Иркутской и Читинской областей выбрали Леонтия Борбоева Верховным шаманом этнической Бурятии.
В 2001 году написал книгу «Сказание старого шамана», где описал шаманские обряды, легенды, сказания бурят Кабанского района. Внёс весомый вклад в дело поддержки, сохранения и развитии традиционной культуры бурятского народа.
Участвовал в международных национальных фестивалях «Алтаргана-2008» (Иркутск) и «Алтаргана-2010» (Улан-Батор, Монголия). Там получил дипломы в конкурсе улигершинов (сказителей). В 2008—2010 годах в Улан-Удэ участвовал в региональном смотре фольклорных коллективов, где на конкурсе улигершинов был награждён дипломом I степени. 
В 2014 году сложил с себя полномочия Верховного шамана Бурятии. В последние годы жизни постоянно проживал в селе Ранжурово. Являлся почётным гражданином Кабанского района. 